# Microdon remus
Microdon remus är en tvåvingeart som beskrevs av Charles Howard Curran 1941. Microdon remus ingår i släktet myrblomflugor, och familjen blomflugor. Inga underarter finns listade i Catalogue of Life.